# Џеронимо Стилтон
Џеронимо Стилтон је једна од популарнијих серија дечјих књига. Серију књига издаје Edizioni Piemme из Милана, Италија. Књиге излазе од 2000. године. Иако је као име аутора наведен Џеронимо Стилтон, књиге је, у ствари, написала Елизабет Дами.

## О књизи
Џеронимо Стилтон је миш који живи у граду по имену Нови Мишоград, на Мишјем острву. Он ради као новинар и уредних "Мишјих новости". Он има сестру Теу, рођака Траполу и сестрића Бенџамина. Иако је миран живот нешто што он највише воли, веома често се упушта у разне авантуре, решава мистерије, спашава пријатеље итд.
Едиција је настала у Италији и брзо постала једна од најпопуларнијих едиција књига за децу. Преведена је на преко 35 језика.
У Србији књиге издаје Евро-Ђунти.

## Ликови
- Џеронимо је главни лик, новинар и филозоф. Лењ је, стидљив, плашљив, мрзи да путује.
- Теа је Џеронимова млађа сестра, дописник новина. Агресивна је, спортиста, пустолов.
- Бенџамин је Џеронимов братанац, осмогодишњак. Весео је и нестрпљив.
- Трапола је Џеронимов брат од стрица. Јешан је, шаљивџија.
- Сали је директорка Пацовског гласника, Џеронимова конкуренткиња. Нервозна је и осветољубива.

## Књиге
Постоји неколико колекција:
- Приче за смејање
- Екстремне авантуре
- Утварела Аветић
- Теа Стилтон

Неке од књига преведених на српски:
| Приче за смејање                    | Екстремне авантуре                        |
| ----------------------------------- | ----------------------------------------- |
| Брод гусара-мачка                   | Даћу ти ја карате                         |
| Четири миша на дивљем западу        | Од шепртље до правог миша за 4 и по дана! |
| Чудан случај са Олимпијских игара   | Фрка на Килиманџару                       |
| Осмех Мона Мишице                   |                                           |
| Камповање на Нијагариним водопадима |                                           |
| Мистериозни крадљивац сира          |                                           |
| Најлуђи маратон на свету            |                                           |
| Случај мистериозног смрада          |                                           |
| Сок од мува за грофа                |                                           |
| Тајна смарагдног острва             |                                           |
| За све је крива кафа са шлагом      |                                           |
| Новогодишња мистерија               |                                           |
| Тајни агент 00К                     |                                           |
| Чудан случај са тирамисуом          |                                           |
| Чудан случај са смрдљивог вулкана   |                                           |
| Долина џиновских скелета            |                                           |
| Мишотастични дан шампиона           |                                           |
| Нисам ја супермиш                   |                                           |
| Тајна несталог језера               |                                           |
| Крађа огромног дијаманта            |                                           |
| Храм ватреног рубина                |                                           |
| Тајна три самураја                  |                                           |
| Благо с уклетог острва              |                                           |
| С.О.С.! Миш у свемиру!              |                                           |
| Тајна великог бисера                |                                           |

## Цртана серија
По овој едицији је направљена цртана серија. Тренутно се састоји од 3 сезона, а у плану је и 4. У Србији, Хрватској, Црној Гори, Босни и Херцеговини и Северној Македонији се од 2009. приказује на каналу Минимакс, синхронизована на српски језик. Синхронизацију прве сезоне радио је студио Суперсоник, а друге и треће - студио Студио.

## Занимљивости
- Траполино име на италијанском значи клопка.
- Стилтон је име сира, који се од 17. века производи у Енглеској.